# 反田有沙
反田 有沙（たんだ ありさ、1995年9月20日 - ）は、日本の元女性ファッションモデル。千葉県習志野市出身。

## 略歴
2007年、クレープ屋のイメージガールオーディションを受けたのをきっかけに、エヴァーグリーン・エンタテイメントに所属する。事務所に所属して約半年、ファッション雑誌『ピチレモン』に同年10月から専属モデルとして登場。ピチレモン本誌の表紙登場回数は5回。
ナルミヤシンデレラオーディションに出場したことがあり、審査員特別賞を受賞した。
2010年、ピチレモン2010年10月号（2010年9月1日発売）をもって4年間務めたピチレモン専属モデルを卒業、所属事務所エヴァーグリーン・エンタテイメントも退所した。

## 人物
- 趣味は絵画、漫画を描くこと。特技は絵画で2006年二科会千葉支部ジュニア展銀賞、2007年同金賞を受賞している[1]。中学校では美術部に在籍する[2]。
- 名前の由来は姓と合わせて、幸せになる字画だったから[4]。苗字はよく「はんだ」と読み間違えられる[5]。
- 一人っ子[2]。
- 好きな言葉は「人生楽ありゃ苦もあるさ」[6]。
- 好きな食べ物は果物全般[6]。
- 好きな芸能人は鈴木えみ、長谷川潤[2]。
- 好きな歌手は安室奈美恵、宇多田ヒカル、Perfume[7]。クラシックなども聴く[8]。
- 好きな女優は堀北真希、沢尻エリカ[9]。
- 好きな漫画は『フルーツバスケット』『シンデレラコレクション』『ひぐらしのなく頃に』[9][10]。
- 好き色はピンク色、白色、黒色、黄緑色、オレンジ色[2]。

## 出演

### バラエティ
- すイエんサー（2010年4月 - 2011年3月、NHK教育）すイエんサーガールズ

### 雑誌
- ピチレモン（2007年10月 - 2010年9月、学研パブリッシング）専属モデル

### ムック本
- かんたん! ちょッ早! めちゃカワ♡ ヘアアレンジ（2010年7月31日、学研）ISBN 978-4056060164

### CM
- 任天堂Wii用ゲームソフト バンダイナムコゲームス『ハッピーダンスコレクション』（2008年）

### PV
- ムラマサ☆「夢風鈴」（2007年8月29日）
- ムラマサ☆「アネモネ」（2008年9月3日）
- 岡本玲「恋愛方程式」（2008年10月22日）